# Ті, що без гріха
Ті, що без гріха (англ. Those Without Sin) — американська драма режисера Маршалла Нейлана 1917 року.

## У ролях
- Бланш Світ — Мелані Лендрі
- Том Форман — Боб Уоллес
- Кларенс Гелдарт — Річард Лендрі
- Гай Олівер — Генрі Мелон
- Джеймс Нілл — доктор Уоллес
- Чарльз Огл — полковник Дакенс
- Джордж Беранджер — Честер Уоллес
- Мейбл Ван Бурен — Естель Уоллес
- Дороті Абріл — Грейс